# أرلو ويست
أرلو ويست (بالإنجليزية: Arlo West)‏ هو مصور وعازف قيثارة أمريكي، ولد في 1958 في Rangeley, Maine ‏ في الولايات المتحدة.